# 伊那大島站
伊那大島站（日语：／ Ina-ōshima eki */?）是位於日本長野縣下伊那郡松川町元大島的東海旅客鐵道（JR東海）飯田線車站。為松川町的重要車站。要注意的是，周邊地區名為「元大島」（もとおおじま）與「大島」（おおじま）都是濁音，但站名是，是清音。

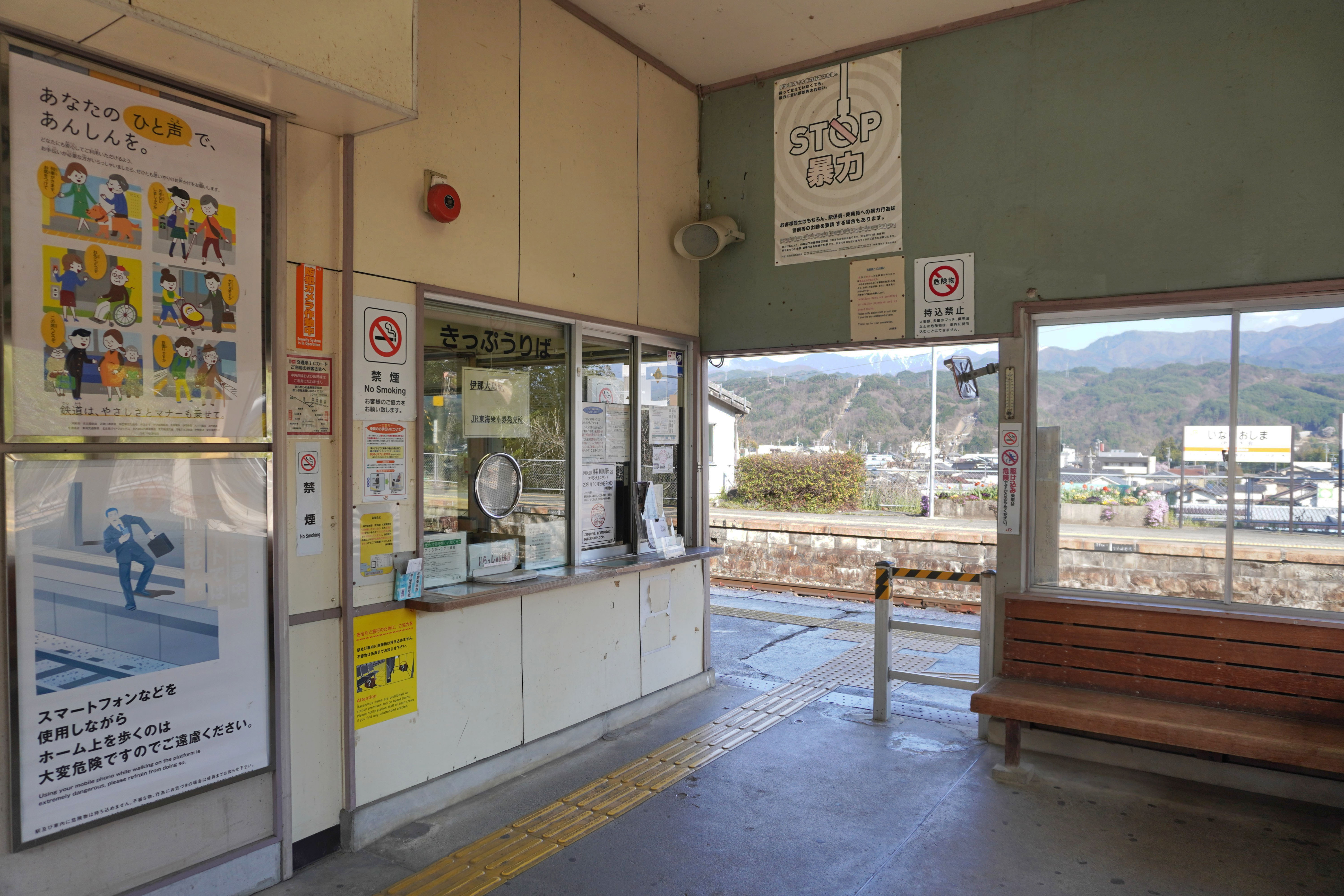
閘口(2023年4月)

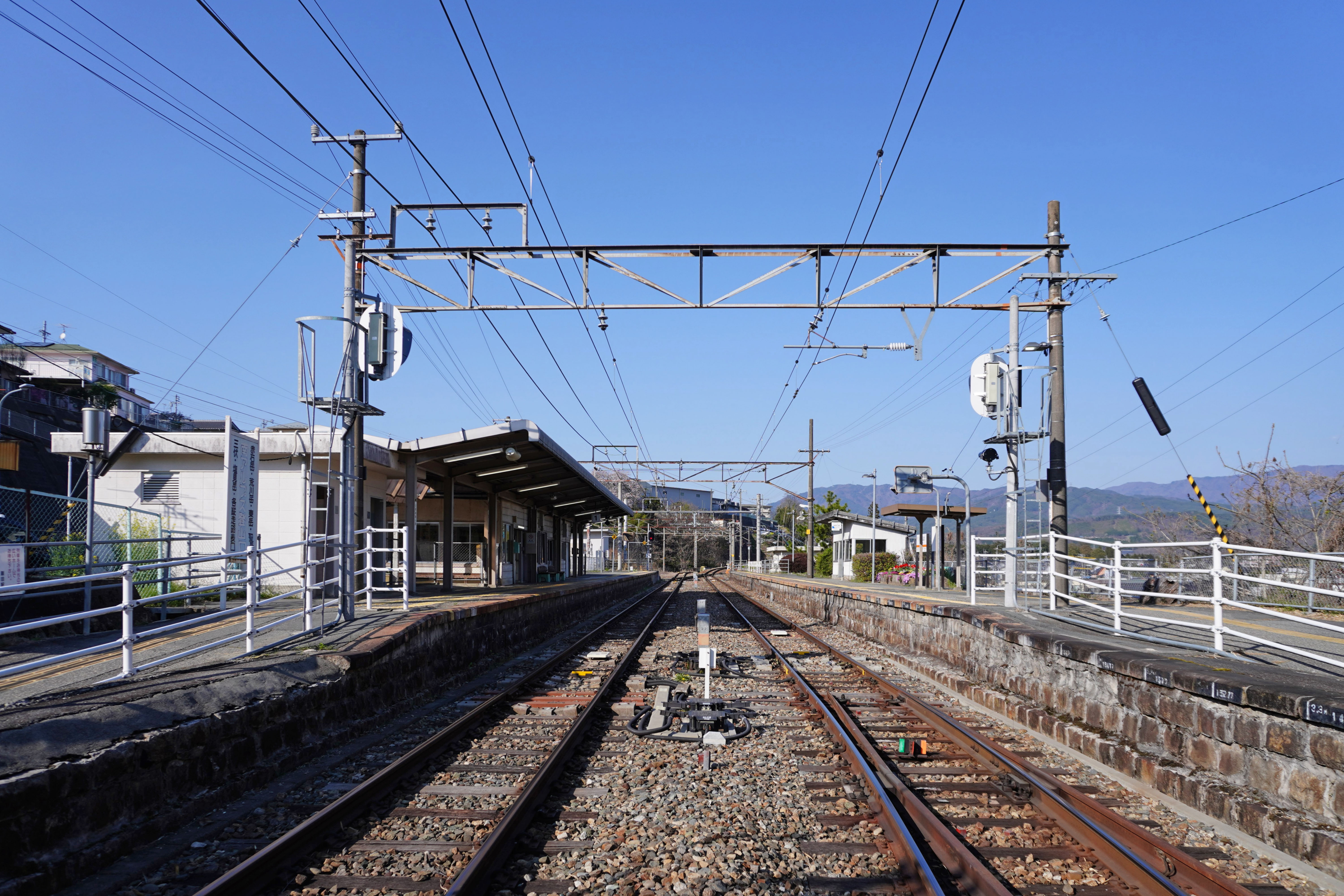
月台(2023年4月)

## 車站構造

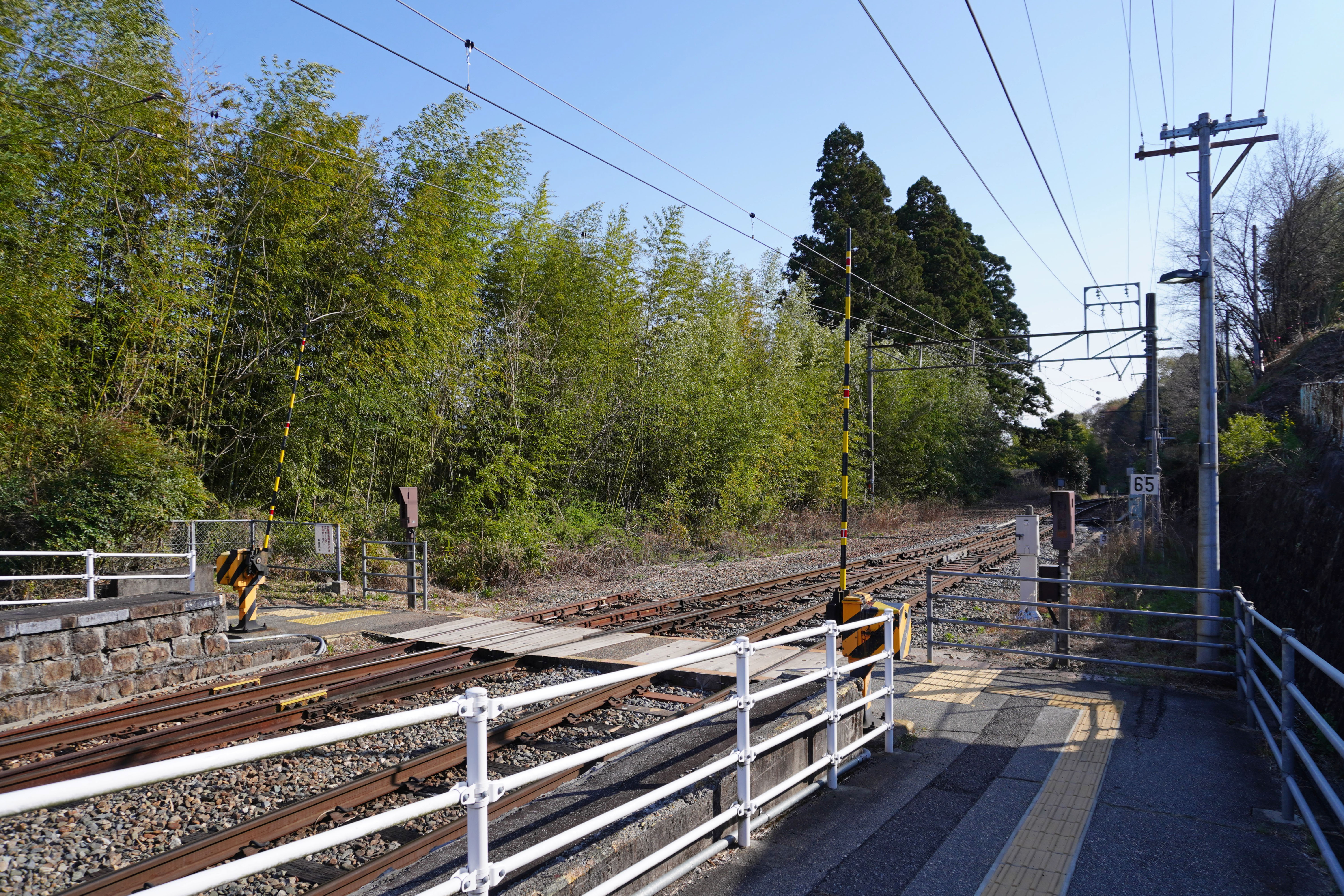
平交道(2023年4月)

- 相對式月台，2面2線，可以列車交會。車站北面設有側線，以便晚間列車停泊用。
- 地面車站。
- 由飯田站管理的晚間或早上無人站。
- 設有站舍、綠窗口。

### 月台配置
| 月台 | 路線   | 方向 | 目的地           |
| ---- | ------ | ---- | ---------------- |
| 1    | 飯田線 | 下行 | 辰野方向         |
| 2    | 飯田線 | 上行 | 飯田、天龍峽方向 |

## 車站周邊
- 伊那巴士「伊那大島站前」巴士站（松川町内、大鹿村大河原方向）
- 中川村營巴士「JR伊那大島站」巴士站（中川村内方向）
- 的士站（松川的士）
- 松川町市政廳
- 松川町立松川中學
- 松川町立松川中央小學
- 下伊那紅十字醫院
- 大島郵局
- 八十二銀行松川分店
- 飯田信用銀行大島分店

## 历史
- 1922年（大正11年）7月13日 - 伊那電氣鐵道線上片桐站至伊那大島站延伸段啟用。新設伊那大島站終點站。
- 1923年（大正12年）1月15日 - 伊那電氣鐵道線山吹站至伊那大島站延伸段啟用。成為一個中途站。
- 1943年（昭和18年）8月1日 - 伊那電氣鐵道線國有化，成為國鐵飯田線車站。
- 1971年（昭和46年）12月1日 - 貨物起卸服務停止。
- 1985年（昭和60年）3月14日 - 行李起卸服務停止。
- 1986年（昭和61年）11月1日 - 夜上成為無人站。
- 1987年（昭和62年）4月1日 - 因國鐵分割民營化，本站成為東海旅客鐵道的車站。
- 1994年（平成6年）2月 - 站舍改建，店鋪開始營業。
- 2008年（平成20年）12月10日 - 店鋪停業。

## 相鄰車站
東海旅客鐵道
 飯田線
■快速「水篶」
市田－伊那大島－上片桐
■普通
山吹－伊那大島－上片桐